# 障害者

障害者が利用できる施設であることを示す「国際シンボルマーク」

障害者（しょうがいしゃ、英: people with disabilities）は、心身の機能障害とそれに対する社会的障壁との相互作用により生活や社会参加に制限を受ける者。児童福祉法は18歳未満を障害児とする。別名：障がい者とも言う。

## 定義
障害者には、身体障害者、知的障害者、精神障害者、発達障害者などが含まれる。

### 国際連合の定義
国際連合は2006年に、障害者の権利に関する条約（略称：障害者権利条約）を採択した。この条約の前文によると、障害とは「機能障害を有する者とこれらの者に対する態度及び環境による障壁との間の相互作用」である。障害が個人に起因するものではなく、社会との関わりにおいて生じるものであることが明記されており、社会の側の障壁をなくすための施策の重要性が述べられている。また、障害が「発展する概念である」とも書かれている。ひとつの定義に押し込められるものではなく、現実の社会にあわせて変容する可能性が示唆されている。

### WHOの定義
世界保健機関（WHO）のウェブサイトには、障害について次のように書かれている（英語から訳出）。
障害は、人間であることの一部です。ほぼすべての人が、人生のなかで一時的に、または持続的に障害を経験します。現在、世界で13億人の人が大きな障害を経験していると推定されています。これは世界の人口の16％にあたる数です。この数字は、人口の高齢化や、非感染性の疾患の増加によって、現在も増えつづけています。

障害は、個人の健康に関する状態（脳性まひ、ダウン症、うつ病など）と、それを取りまく人的・環境的要因（否定的な態度、交通機関や公共の建物のアクセシビリティ欠如、社会的支援の不足など）との相互作用に起因します。

### 日本における定義
障害者基本法の障害者の定義で、障害者は、「身体障害、知的障害、精神障害（発達障害を含む。）その他の心身の機能の障害（以下「障害」と総称する。）がある者であって、障害及び社会的障壁により継続的に日常生活又は社会生活に相当な制限を受ける状態にあるものをいう。」とされている。各種の法整備がすすみ、従来であれば障害者に含まれない者についても、障害者の対象とされている。また、身体障害者福祉法、身体障害者福祉法施行令（昭和25年政令第78号）、身体障害者福祉法施行規則（昭和25年厚生省令第15号）及び各都道府県の身体障害者手帳に関する規則等に基づき等級認定や身体障害者手帳等の交付に係る申請・認定・交付に係る以外では、上記の状態におかれる場合は身体障害者手帳等の交付の有無は関係ない。

#### 条約
1992年（平成4年）6月12日に日本が批准した「障害者の職業リハビリテーション及び雇用に関する条約（第159号）」

2006年（平成18年）12月13日に国連総会において「障害者の権利に関する条約（略称：障害者権利条約）：（Convention on the Rights of Persons with Disabilities）」が採択され、2008年5月3日に発効した。日本は2007年（平成19年）9月28日に、高村正彦外務大臣（当時）がこの条約に署名し、2014年（平成26年）1月20日に批准書を寄託し、同年2月19日に同条約は日本において効力を発生した。

#### 法律
障害者基本法第二条 - 障害者
身体障害者福祉法第四条 - 身体障害者
「別表」に「視力障害」「聴覚または平衡機能の障害」「音声機能、言語機能、咀嚼機能の障害」「肢体不自由」「重篤な心臓、腎臓、呼吸器機能の障害」がある。
精神保健及び精神障害者福祉に関する法律(精神保健福祉法)第五条 - 精神障害者
知的障害者福祉法 - 知的障害者 の記載無し
児童福祉法第四条第二項 - 障害児
第四条 - 児童
障害者の日常生活及び社会生活を総合的に支援するための法律（障害者総合支援法）第四条 - 障害者

第四条第二項 - 障害児
発達障害者支援法第二条第二項 - 発達障害者、発達障害児
障害者虐待の防止、障害者の養護者に対する支援等に関する法律(障害者虐待防止法）第二条第1号 - 障害者
障害を理由とする差別の解消の推進に関する法律（障害者差別解消法）第二条第一項 - 障害者
高齢者、障害者等の移動等の円滑化の促進に関する法律(バリアフリー新法)第二条第一項 - 高齢者、障害者等
障害者による文化芸術活動の推進に関する法律(障害者文化芸術活動推進法)第二条 - 障害者
聴覚障害者等による電話の利用の円滑化に関する法律(電話リレー法)第二条 - 聴覚障害者等
視覚障害者等の読書環境の整備の推進に関する法律(読書バリアフリー法)第二条 - 視覚障害者等
障害者の雇用の促進等に関する法律(障害者雇用促進法)第二条第一項 - 障害者

### その他
- 障害者の日常生活及び社会生活を総合的に支援するための法律
- 障害者基本法 - 障害を持つアメリカ人法
- 障害者虐待防止法
- 障害者差別解消法
- 高齢者、身体障害者等が円滑に利用できる特定建築物の建築の促進に関する法律（通称：ハートビル法）
- 高齢者、障害者等の移動等の円滑化の促進に関する法律（通称：バリアフリー新法）
- 高齢者、身体障害者等の公共交通機関を利用した移動の円滑化の促進に関する法律（通称：交通バリアフリー法）
- 障害者権利条約
- 障害者雇用納付金制度 - 法定雇用率2.0%を下回った場合、不足している障害者1人当たり5万円の納付が必要となる。逆に法定雇用率2.0%を超えた場合、この財源を基に、雇用率や人数に応じて各種調整金や報奨金が雇用会社へ給付される[8]。

## 理論

### 医学モデル
医学モデルとは、障害を引き起こすものは病気・トラウマ・その他の健康状態を起因とする個人の問題をして扱い、専門家が個別に継続的な治療を施す考え方である。このモデルは、障害の管理とは「治療」もしくは「ほとんど治療」または効果的な治療へと繋がる個人に対する調整や行動の変更を目的としている。医療が本題で、政治的な意味で統計解析がヘルスケアに関する政策へ改革を促すものになる。

### 社会モデル
イギリスの障害者団体「隔離に反対する身体障害者連盟(UPIAS)」が1976年に発した、「障害とは社会が障害者としている人たちにもたらしている不利益である」という声明は、障害観のパラダイムを転換させる契機となった。障害学のマイク・オリバーは、この声明を承けて障害の社会モデルという認識枠組みを提示した。障害の社会モデルでは、身体的（精神的・知的）制約を「インペアメント(impairments)」、社会によって作られる障壁や差別を「ディスアビリティ(disabilities)」と呼び、それぞれを明確に区別している。
従来から一般的だった障害の個人モデル(Individual model of disability)では、障害者が直面する問題の根本原因は障害者個人のインペアメントにあるとし、問題を解決する方法はインペアメントの除去であるとされてきた。障害の社会モデルでは、「障害」の問題を社会的に発生したものと捉え、個人が社会へ全面的に適応する際の課題とみなす。このモデルは、障害は個人に帰する問題ではなく、様々な状態が絡み合った複雑さとして受け止め、多くは社会環境から発生していると考える。従って、この問題と向き合うには社会活動が求められ、人々が障害者と社会生活全般の場面で供に生きられる環境を整備する社会全体の集団責任となる。この問題は文化と、健常な心身を正常なものとするイデオロギー双方に関わり、また個人・共同体・そしてより広い社会の変化が必要になる。これらから、減損や障害を持つ人々の機会平等は、重要な人権問題となる。

## 規模
全世界または国単位での障害者数割り出しには多くの問題がある。さまざまな障害者の定義があるにもかかわらず、人口統計学者らは世界人口に占める障害者の割合は非常に大きいと考えている。WHOの報告によると、大きな障害を経験している人の数は13億人で、これは世界人口の約16％にあたる。また障害者の割合は、先進国よりも発展途上国で多いことが指摘されている。障害と貧困の関係は一種の「悪循環」にあり、双方が状況の悪化を招き合っている。
アメリカ合衆国国勢調査局によると、2004年に同国内の障害者数は18歳以上の大人で3,200万人、18歳未満の子供で500万人がおり、障害までには行かないが減損を抱える人々を加えると総数は5,100万人になる。ベトナム戦争の帰還兵でも、負傷して戻った15万人のうち少なくとも2万1,000人が障害を抱えることになった。2001年以来、合衆国軍の関与行為が増え、その結果として軍人が障害を負うケースが非常に増加している。フォックスニュースによると増加率は25%、290万人の退役軍人が障害者である。
数年間にわたるアフガニスタン戦争によって、100万人以上の身体障害者が生じた。アフガニスタンは障害者の数が非常に多いがおよそ8万人は地雷によって四肢のどこかを失った。
2008年3月24日に厚生労働省社会・援護局障害保健福祉部企画課より発行された平成18年身体障害児・者実態調査結果によると、在宅の全国の身体障害者数は、348万3,000人と推計されている（2006年7月1日現在）。
- 毎年約790万人の障害児が誕生して全出産数の約6%にあたる。
- 障害児の出産、死亡の9割以上は発展途上国に偏っている[23]。
- 両親の喫煙や薬、汚染された水、空気、食物による影響が考えられている。

## 障害と貧困
障害と貧困には、さまざまな要因によってもたらされた結果として、世界的に相関関係がある。これらには悪循環を形成する可能性がある。身体的な障壁は収入を得る行動を難しくさせ、そのために治療機会や健康的な生活の維持を難しくしてしまう。

## 障害者運動
障害者は、障害者の尊厳や人権の回復のために社会運動を広く社会に向けて行っている。
国際連合が1981年を「国際障害者年」として定めた。これに呼応して1981年には障害者インターナショナル（DPI）が設立された。1986年には日本においてもDPI日本会議が設立され、DPIに加盟している。
国連が1981年に国際障害者年として定めることに日本国内から呼応する形で1980年には国際障害者年日本推進協議会が設立された。この国際障害者年日本推進協議会は1993年に日本障害者協議会（JD）と名称を改めており、現在に至るまで全国の障害者団体の包括的団体として活動を行っている。2000年には国際障害者年の理念を繋ぐためにアジア太平洋障害者の十年最終年記念フォーラムが開催された。この記念フォーラムでの幅広い連携を続けるために2004年には日本障害フォーラム（JDF）が設立された。この日本障害フォーラムには前述の日本障害者協議会やDPI日本会議など幅広い障害者団体が参加しており、日本の障害者団体の事実上のナショナルセンターとして機能している。日本のみならず、国際的な障害者運動との連携も行っている。
日本では、身体に障害を持つ生徒の普通学級への就学運動は1970年代から始まった。1999年には主に高等教育を受ける障害学生の学業を受ける権利を支援するため、全国障害学生支援センターが活動を開始した。現在も引き続き、活動を続けている。
第二次世界大戦後の世界的な公民権運動や反差別闘争の高まりに呼応する形で日本ではCP者が主体となり、1960年代頃には全国青い芝の会が結成された。70年代には在宅障害者の保障を考える会（在障会）や全国障害者解放運動連絡会議（全障連）が結成された。これらの団体は結成当初は直接行動も辞さないラディカルな闘争を行った。やがて穏健な活動方針にシフトしつつも、現在に至るまで障害者が地域社会で生活する権利を獲得するために活動を続けている。
米国の障害者の社会運動としての自立生活運動（IL運動）が日本国内でも紹介され、1991年には全国自立生活センター協議会(JIL)が立ち上げられた。JILには在障会に所属する地域の団体も合流している。JILは身体障害者のみならず、知的障害者や精神障害者の地域で自立生活を送るための権利を守る活動も行っている。先述のDPI日本会議に参加している自立生活センターも多い。
1992年には障害者支援施設で生活を障害者によって療護施設自治会 全国ネットワークが立ち上げられている。
日本の精神障害者の運動としてはS闘争や全国「精神病」者集団が知られている。
発達障害の団体としては、2005年に設立された日本発達障害ネットワークがある。
日本の知的障害者とその家族が結成した全日本手をつなぐ育成会は1950年代から運動を行っている。1990年代ごろからは、アメリカ発祥のピープル・ファースト運動の実践が日本国内でも知られたり、行われたりするようになった。
1977年には、日本の障害者が働いている共同作業所が合同して、全国団体の共同作業所全国連絡会を結成している。また、共同作業所運動が特に盛んだった愛知県を中心に共同連が活動している。両団体とも現在に至るまで活動を行っている。
1986年には日本の女性の障害者の運動体としてDPI女性障害者ネットワークが結成されている。
障害者の当事者の労働組合としては、自治労障害労働者全国連絡会がある。
障害者の政治参加も行われている。一例を挙げると1977年に八代英太（無所属）が参議院議員に当選している。1994年に樋口恵子（無所属）が町田市議会議員に、2019年には木村英子と舩後靖彦（共にれいわ新選組）が参議院議員に当選している。2023年に堀合研二郎（立憲民主党）が大和市議会議員に当選している。
超党派の議員連盟として、障害者の国会議員と地方議会議員らでつくる「障害者の自立と政治参加をすすめるネットワーク」が活動をしている。

## 障害者施策

### 日本

#### 戦前の状況
- 戦前の日本は、公的な障害者施策は、ほとんど行われることがなかった。
- 古来の日本の神道は、何か特別な能力を持った対象として、障害者を畏敬した。例えば、日本神話で、伊弉諾（いざなぎ）と伊弉冉（いざなみ）の2神の間に生まれた最初の子供である蛭子（ひるこ、ひるのことも呼ばれる）は、3歳になっても足が立たず舟に乗せられて海に捨てられたとされるが、中世以後になって、これを恵比寿（えびす）と呼んで信仰に結びついたとされる。障害者の中には、神職など祭儀を司る役割を担ってきた者もいた。例えば、片目片足伝承と結びついたひょっとこ（火男）は、日本神話（古事記）に登場する天目一箇神（あめのまひとつのかみ、天目一箇命（あめのまひとつのみこと）をはじめとする鍛冶神の本尊が、火を吹く口の形を現したものとして伝えられている。
- 江戸時代には、「盲人」「いざり」「めくら」「腰引」「物いわず」など、様々な障害者と考えられる呼称が見られる。近世社会における障害者の実態は史料的制約が大きいが盲人に関しては比較的資料が多く、盲人でありつつも国学者として活躍した塙保己一の存在などが知られる。歴代将軍の中にも脳性麻痺で重い言語障害のあったと考えられている徳川家重ほか障害者、もしくはそうでなかったかと言われている人物がいた[注 1]。また視力障害者のうち男子には当道座、女子には瞽女といった按摩師や音楽家の職業を斡旋する社会的身分保障がなされていた。
- 在方社会における障害者の実態も家族内で扶養されている者や生業にある程度関わるものまで実態は多様であり、大家族においては介助・扶養の点で余力があるため障害者が多いことも指摘されている。障害者の百姓に対し領主が年貢や不役の免除を行っていたことは確認されないが、障害者の当主に対しては相続排除や家督交替を勧めていたと考えられている。
- これら史実から、障害の蔑視は近代以降であるとする見解がある。
- これに対する反論として、触穢思想との関連から、中世（平安時代から室町時代）において障害者を穢れをもたらす存在として非人として扱われていたとする説がある。これは、神道の天つ罪に由来して陰陽道の普及によって強化された考え方と考えられ、後に謡曲が知られる蝉丸の伝説など、障害者は天皇の住まう平安京の清浄を守るために、穢れから平安京を守るための祭祀が行われていた四堺の外に放逐された。
- 1945年の沖縄戦で、沖縄県内の学校児童らを対象に学童疎開が進められたが、沖縄県立盲聾唖学校は疎開が行われなかった。視覚、聴覚、歩行困難などの障害者の中には攻撃に気づかなかったり、避難することを断念して戦禍に巻き込まれたりするケースがあった[28]。被弾や壕崩落などの事故、栄養失調による失明や疫病、不発弾事故を起因として生まれた障害者は1万人にも及ぶと推計される[29]。

#### 戦後の状況
- 太平洋戦争を経た戦後、1947年（昭和22年）より施行された『日本国憲法』の下での現代社会においては、社会福祉の理念が重視された。これを受けて、障害者を「援助」する施策が制定された。
  - 1947年（昭和22年）には、戦争中に両親を亡くした戦災孤児への対策なども目的として児童福祉法が、1949年（昭和24年）には、戦争によって障害を負った元日本軍兵士への対策なども目的として身体障害者福祉法が、1950年（昭和30年）に精神衛生法（現在の精神保健福祉法）が、1960年（昭和40年）に知的障害者福祉法が、相次いで制定された。
- さらに、1970年（昭和45年）に「基本法」として制定された『心身障害者対策基本法』が改正され、1993年（平成5年）に障害者基本法が制定された。この法律で、「障害者」とは、「身体障害、知的障害又は精神障害（以下「障害」と総称する。）があるため、継続的に日常生活又は社会生活に相当な制限を受ける者」であると定義された。障害者の定義に精神障害と発達障害が加えられたことなどが特徴である。
- 他方、日本国憲法下でも、優生学を背景にして1948年（昭和23年）に制定された優生保護法において、人工妊娠中絶が法的に認められていたが、1996年（平成8年）に優生保護法は、母体保護法に名称が変更され、優生思想を名目とした妊娠中絶を認める法規定は削除された。

#### 21世紀の施策
- これまでの指摘を受けて、2004年（平成16年）に発達障害者支援法が新たに制定され、自閉症、アスペルガー症候群その他の広汎性発達障害、学習障害、注意欠陥多動性障害などの発達障害者に対する支援策が、法的にも打ち出されることになった。また、2006年（平成18年）から、新たに、従来は対象外とされてきた精神障害者も、障害者雇用枠の対象者となるなど、徐々に対策が広がっている。
- 2004年（平成16年）、障害者基本法の改正が行われ、「障害を理由として差別することその他の権利利益を侵害する行為をしてはならない」ことが、基本的理念として条文化された。また、都道府県・市町村に「障害者計画」の策定が義務化された。
- 2005年（平成17年）、これまで別個の法制度で行われてきた障害者支援策を、統一的に行う目的から、障害者自立支援法が新たに制定された。
- 2006年（平成18年）、千葉県で全国初の障害者差別をなくすための条例である「障害のある人もない人も共に暮らしやすい千葉県づくり条例」が制定された。
- 2013年（平成25年）、国会で「障害を理由とする差別の解消の推進に関する法律」（障害者差別解消法）が成立、2016年（平成28年）4月1日に施行。
- 2013年（平成25年）、4月1日から障害者の日常生活及び社会生活を総合的に支援するための法律（障害者総合支援法）が施行。障害者の範囲に難病が加わる。法律の目的が一部改正され、「障害者及び障害児が基本的人権を享有する個人としての尊厳にふさわしい日常生活又は社会生活を営むことができるよう、必要な障害福祉サービスに係る給付、地域生活支援事業その他の支援を総合的に行い、もって障害者及び障害児の福祉の増進を図るとともに、障害の有無にかかわらず国民が相互に人格と個性を尊重し安心して暮らすことのできる地域社会の実現に寄与することを目的とする」（第一条）となり、基本的人権を享有する個人としての尊厳にふさわしい日常生活又は社会生活の実現に向けた支援を強化することと、障害福祉サービスに係る給付に加えて、地域生活支援事業・その他の新たな障害保健福祉施策を総合的に実施することが新しく明記された[30]。
- 2013年（平成25年）12月、国内の法制度が条約の求める水準に達したとして、国会で障害者の権利に関する条約（障害者権利条約）の批准を承認。翌2014年（平成26年）に日本で効力を発生した[31]。
- 2021年5月（令和3年）、障害者差別解消法が改正され、事業者による障害のある人への合理的配慮の提供が義務化された[32][33]。 改正法は、2024年（令和6年）4月1日に施行された[33]。

#### 学校での障害児教育
障害児は1947年（昭和22年）に成立した学校教育法に「障がい児」の定義があり、重度障害児は就学を希望しても就学猶予・就学免除とされた。1979年（昭和54年）に養護学校が義務化され、地域の公立小・中学校に通学する障害児も反対がなければ分離された。養護学校の設立当初は機能訓練が中心で、現在の養護学校とは様相が異なる。学校教育と精神科医療で、障害者の分類が異なる。
2001年（平成13年）に文部科学省は、障害児教育を「特殊教育」から「特別支援教育」に改めたが、学校教育法上の法文は「特殊教育」から変更されなかった。2007年4月1日に「学校教育法等の一部を改正する法律」（平成18年6月21日法律第80号）が施行され、それぞれ別個の学校種であった盲学校・聾学校・養護学校は特別支援学校に移行し、以後は校名を変更した学校と変更していない学校が混在している。法文上「特殊教育」と記されていたものは、すべて「特別支援教育」と記された。
現在は統合教育と並行して、インクルージョン教育が推し進められている。

#### 障害者のための大学・短期大学・専門学校
- いずみ高等支援学校 - 仙台市宮城野区安養寺に所在する、高等部と専攻科を設置し、女子のみを受け入れる私立の特別支援学校（「知的障害者に関する教育」を扱う）。
- 筑波技術大学 - 聴覚障害・視覚障害を有するものを対象とする大学。
- ギャローデット大学 - 聴覚障害者のための私立大学。ワシントンDC。

#### 障害者雇用

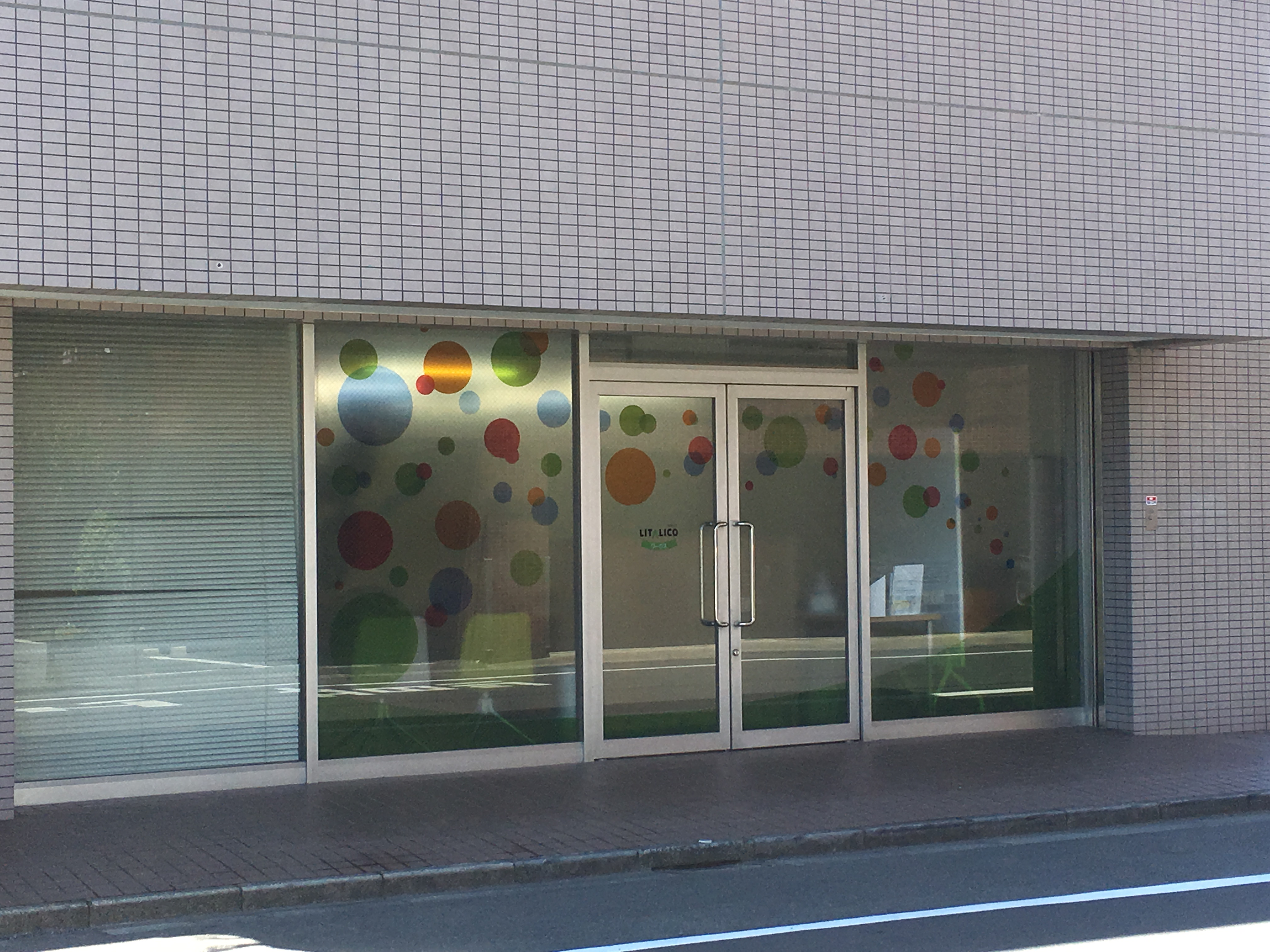
障害者雇用を推進している就労移行支援事業所「LITALICOワークス所沢」

障害者の雇用は、「障害者の雇用の促進等に関する法律」（障害者雇用促進法）で、一定規模以上（2013年時点で常用労働者数50人以上）の事業主は、障害者を一定割合以上雇用すべき法律上の義務を負う。
障害者雇用（法定雇用）の割合が障害者雇用率（法定雇用率）で、
- 一般の民間企業 2.0%
- 特殊法人 2.3%
- 国、地方公共団体 2.3%
- 都道府県等の教育委員会 2.2%

※上記雇用率は2013年4月1日改正時点。
※重度身体障害者及び重度知的障害者は、1人の雇用で、2人の身体障害者又は知的障害者を雇用しているとみなす。
※2006年4月1日施行の法改正で、精神障害者も法定雇用の対象となった。
実際は障害者の就業が困難な職種もあり業種ごとに除外率を定めているが、下記職種を対象除外として廃止予定である。
- 警察官
- 自衛官並びに防衛大学校及び防衛医科大学校の学生
- 皇宮護衛官
- 刑務官
- 入国警備官
- 密輸出入の取締りを職務とする者
- 麻薬取締官及び麻薬取締員
- 海上保安官、海上保安官補並びに海上保安大学校及び海上保安学校の学生及び生徒
- 消防吏員及び消防団員

障害者雇用促進法第44条、第45条は、親会社が多数の障害者を雇用する目的で設立し、一定の要件を備えた子会社を障害者雇用率の算定で親会社の雇用とみなす制度を設けている。これが特例子会社制度である。2007年4月末現在、213社が特例子会社に認定されている。
厚生労働省の障害者雇用調査（2006年6月1日時点）によれば、従業員5000人以上の企業の平均雇用率は1.79%としている。
- 上位5社

1. ユニクロ 7.42%
2. 日本マクドナルド 2.94%
3. しまむら 2.83%
4. すかいらーく 2.82%
5. パナソニックエレクトロニックデバイス 2.79%

難病患者にも、特定求職者雇用開発助成金、障害者トライアル雇用事業、障害者雇用納付金制度等の就労支援を行っている。
しかし障害者枠は適用されておらず、差異が残る。

#### 税制
- 障害者控除
- 特定障害者に対する贈与税の非課税
- 心身障害者扶養共済制度に基づく給付金の非課税
- 地方公共団体が心身障害者に関して実施する共済制度に係る掛金の控除
- 少額貯蓄の利子等の非課税　　など

#### 社会福祉
- 障害年金
- 特別障害者手当
- 身体障害者手帳#福祉サービスの具体的内容
- 障害者手帳#手帳の提示にて受けられる各種サービス
- 難病の患者に対する医療等に関する法律

### ナチス・ドイツ
- ナチス政権下においては障害者は根絶すべき存在として、断種を目的にユダヤ人同様に絶滅政策が取られ、多くの障害者を殺害した。秘密裏ではなく「障害者の存在が健全な家庭を圧迫している」と広報し、一般社会にも障害者の絶滅を訴えるなどされた。

### 北朝鮮
- 北朝鮮で「生物化学兵器を開発するために、一般家庭の障害を持つ子女や将校・士官の子供や、政治犯が「人体実験の道具」として利用された」と、脱北者の元朝鮮人民軍将校の言をアルジャジーラなどが報じた[36]。

## 表記・呼称
国際人権法に基づき、2006年に国連総会で採択された障害者の権利に関する条約では、障害者に言及する際「handicapped」や「disabled」ではなく、一貫して「with disabilities」の表現を用いている。これは障害者である前に一人の人間であることを尊重する「パーソン・ファースト」（person-first）という姿勢を表すものである。多くの障害者コミュニティではパーソン・ファーストの表現が好まれるが、ろう者や自閉スペクトラムのコミュニティでは逆に、特性を個人のアイデンティティとして尊重する「アイデンティティ・ファースト」（identity-first）の表現（deaf, autistic など）が積極的に使われることが多い。

### 日本
戦前は不具者（ふぐしゃ）、不具癈疾者（ふぐはいしつしゃ）などと表記され、一般には「片輪者（かたわもの）」と呼ばれていた。
学術用語として、1924年（大正13年）に刊行された樋口長市『欧米の特殊教育』に視覚障碍者・聴覚障碍者・言語障碍者という表現がある。新聞記事には、1921年（大正10年）の大阪毎日新聞に「工場主は労働者に賠償の方法を講じてゐるが一時に多数の障害者を出した場合等が」という使用例がある。障碍者・障害者のいずれも、第二次世界大戦前のこうした用例は僅少である。
平成の常用漢字表改定議論中に、戦前は「しょうがいしゃ」という語はなかったという主張があった。法律名に現われたのは1949年（昭和24年）の身体障害者福祉法などである。同法は当用漢字の使用制限で「礙」や「碍」が使えないことから「障害」が採用されたと周藤真也は述べている(碍は礙の俗字)。「者」の付かない「しょうがい」であれば、障礙・障碍もさることながら、明治10年代には障害を見出しに掲げた辞書が発行されている。障害の語義のうち、現在の「身体の器官や能力に不十分な点があること」は、後年に成立した。
マスメディアにおいては、「不具、かたわ、廃疾（者）」は差別語として「身体障害（者）、体の不自由な人」などと言い換える、としている。個人については「脊髄腫瘍による下半身麻痺のため車いす生活」（国枝慎吾の例）のように不自由な部位、機能を具体的に記述する。
個々の症例名については日本精神神経学会 精神科病名検討連絡会の「DSM‒5 病名・用語翻訳ガイドライン」(2014年)に考え方の一つをみることができる。同書に先立つ議論においてDSM-5の一部または全部の訳語を障害から症に改めるべきだという主張とその反対論があったことが示された。公表された初版においてはDSM-IV時代の名称を並記しつつ多くを症に改めている。

### 日本語の表記問題

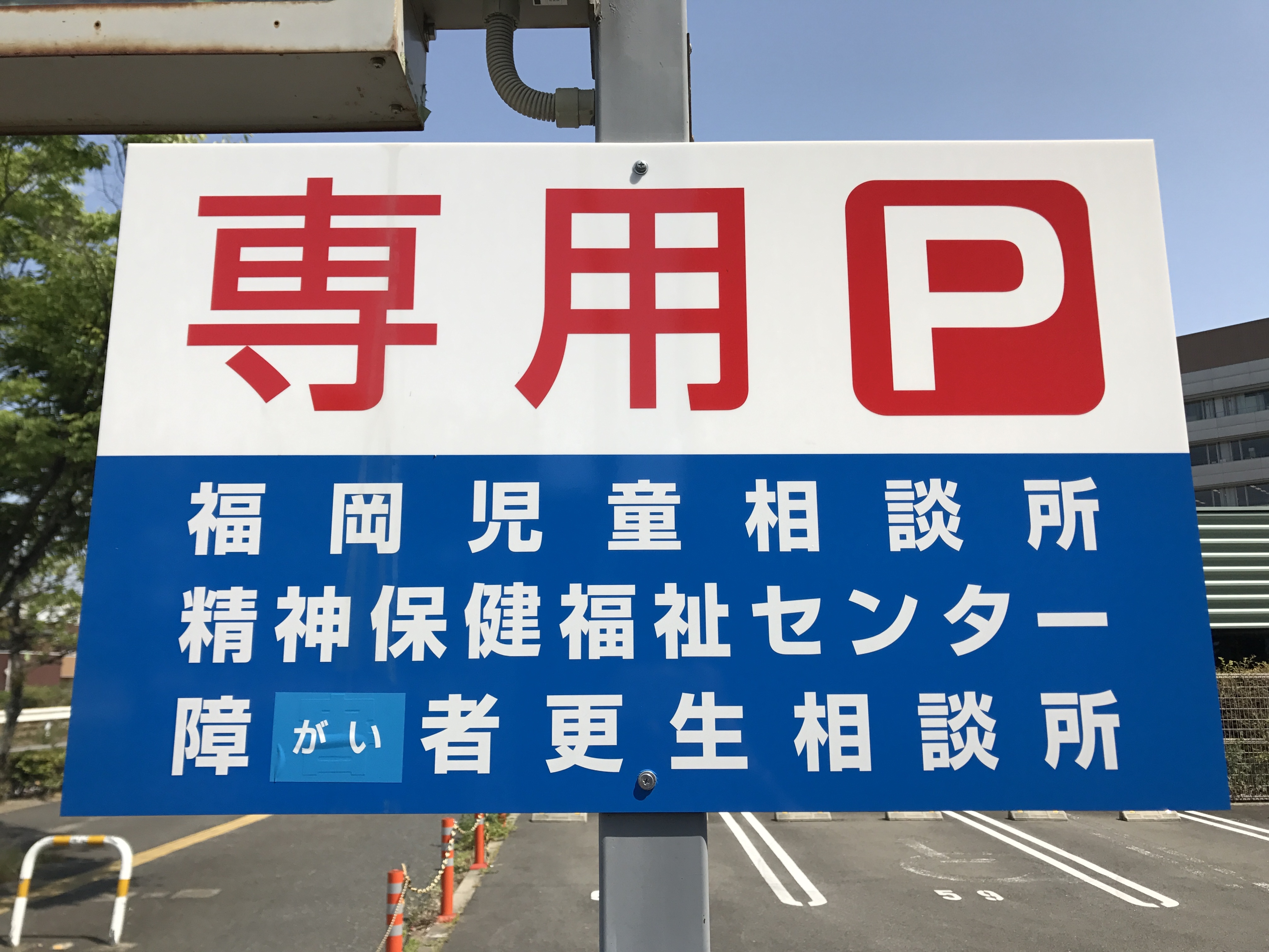
「障害者」を「障がい者」に書き換えた例

「害」の字が好ましくないとして、地方公共団体や主要なメディアなどが「障がい者・障がい児・障がい者手帳」と平仮名と交ぜ書きにする変更しているケースもみられる。
このような変更については、
1. 今まで意識していなかった、負のイメージを逆に意識してしまう。
2. 過度な言葉狩りである。
3. 小学校で習う常用漢字（教育漢字）[注 6]を否定している。
4. 障害者が置かれている実情から、目を背けているだけである。
5. そもそも「障害」は、個人ではなく社会の側にあるものである[53]。

といった批判もある。また議論されること自体が不快とする障害当事者もいるほか、障害者団体の中にも表記を改めていないものがある（後述）。
「障害者」の表記・表現の変更は、賛否両論があるが「『害』の字を不快に感じる人が一人でもいるのであれば」の観点で変更されてきた。
これに対し、文化庁文化審議会国語分科会は、2010年5月に公表した答申案において、使用される熟語の少なさや、歴史的に「障碍」は「悪魔や怨霊が悟りへの到達を妨げる」とする、否定的な意味を有していたとする調査結果を挙げて、「碍」の常用漢字追加を拒否する方針を決定。
但し、障がい者制度改革推進会議における議論の結果、同会議より追加の要望が出された場合は、11月に予定されている内閣告示前に改めて協議するものとしていたが、2012年（平成24年）7月24日に当本部は廃止された。
「障がい」表記を採用した例
- 2009年（平成21年）12月の鳩山由紀夫内閣は、日本国政府が従来の「障害者施策推進本部」に代えて、「障がい者制度改革推進本部」を設置し[58]、同推進本部に設置されている障害者制度改革推進会議で、法文における表記を「障害」から見直すことも協議されていたが[59]、2012年（平成24年）7月24日に当本部は廃止された。
- 公益財団法人日本障がい者スポーツ協会（2014年8月に現名称に変更）[60]
- 地方公共団体が、文書の表記だけでなく、障害者にかかわる部署名称をクレームを回避するために「障がい」に切り替えている場合が増えている。（障がい福祉課、障がい者自立相談支援センター、視聴覚障がい者情報センター、障がい者総合サポートセンター、障がい者手帳ほか）

「障碍」表記を採用した例
- マイクロソフト[61]
- 兵庫県宝塚市 - 障害者政策などに関する公文書に「障碍」の表記を使う方針を2019年2月5日に決定し、2019年4月から運用を開始することが判明した[62]。
- 佐賀県知事・古川康は、2010年（平成22年）2月に「交ぜ書きは好ましくない」として、推進本部と文化審議会に対して「碍」を常用漢字に追加し「障碍者」を採用すべきとした[63]。

「障害」表記を採用した例
- 千葉市市長の熊谷俊人（2015年当時）が「障がい」表記に、「障害者」とは「社会の障害」でも「身体に障害を持つ者」でも無く、「社会との関わりで障害に直面している者」の意味で、その障害を一つひとつ解消していくことが私達が求められていて、「障害」の言葉が引っかかるからこそ、社会的に解消しなければならなく、表現をソフトにすることは、決してバリアフリー社会の実現に資するものではないと、平仮名との交ぜ書き表記に断固反対している[64]。
- 障害者への就労支援事業を行うLITALICO[65]や、障害者雇用支援サイトの「ATARIMAEプロジェクト」[66]
  - 視覚障害者が使用するスクリーンリーダーにおいて、「障がい者」と表記すると「さわりがいしゃ」と読み上げられることがあるためである。

### 中華圏
中国大陸（中華人民共和国）は伝統的に「残疾人」の呼称が使用されているが、儒教思想に基づく差別的概念を前提とする呼称と批判が生じて、障害者権利条約の批准に伴う、中華人民共和国残疾人保障法を始めとする国内法の整備に合わせ、「残疾」を「残障」とする案も提示されていたが、既に市井で「残疾人」が広く使用されているため、呼称の変更を周知するのに時間がかかる、さらには「残障」も十分に理想的な用語とは言えないとの理由で、現行のままとなっている。
台湾（中華民国）では、繁体字を用いて「障礙者」もしくは「障礙人」が用いられている。
中国語は大陸・台湾とも共通で、アクセシビリティあるいはバリアフリーのことを「無障碍（礙）」と表記する。

### 英語
イギリス英語でも「人を前に置く表現」に似た用法があるが、「people with impairments」（たとえば視覚減損を対象にした「people with visual impairments」）と減損に言及が多い。イギリスの場合、「disabled people」の方が人を前に置く表現よりも一般に都合が良い。社会モデルが議論される中で、障害 (disability) はその人の個性であり、例えば車椅子で通勤経路にスロープを設けるなど、公共設備の改善を促す契機に繋がるためである。
日本でよく言われる「ハンディキャップ（handicap）」は、英語圏でもよく使われる表現であるが、本来の語源とは別に、民間語源によって「物乞いをする人が手にキャップ（帽子）を乗せている状態」を表すとされる。

## 資料
| 理由             | 1991      | 1991      | 1996      | 1996      | 2001      | 2001      |
| 理由             | 実数      | 比率      | 実数      | 比率      | 実数      | 比率      |
| ---------------- | --------- | --------- | --------- | --------- | --------- | --------- |
| 視覚障害         | 353,000   | 13.0%     | 305,000   | 10.4%     | 301,000   | 9.3%      |
| 聴覚言語障害     | 358,000   | 13.2%     | 350,000   | 11.9%     | 346,000   | 10.7%     |
| 肢体不自由       | 1,553,000 | 57.1%     | 1,657,000 | 56.5%     | 1,749,000 | 53.9%     |
| 内部障害         | 458,000   | 16.8%     | 621,000   | 21.2%     | 849,000   | 26.2%     |
| 重複障害（再掲） | 121,000   | 4.4%      | 179,000   | 6.1%      | 175,000   | 5.4%      |
| 総数             | 2,843,000 | 2,843,000 | 3,112,000 | 3,112,000 | 3,420,000 | 3,420,000 |

## 障害の種類
障害の種類による関係項目
- 身体障害 - 身体障害者手帳 - 身体障害者標識
  - 肢体不自由者 - 車椅子 - 介助犬
  - 視覚障害者 - 盲学校 - 点字 - 盲導犬
  - 聴覚障害者 - 聾学校 - 手話 - 聴導犬 - 聴覚障害者標識
  - 重複障害者 - 盲ろう者
  - プリント・ディスアビリティ
- 内部障害（身体障害のうち、心臓機能障害、腎臓機能障害、呼吸器機能障害、ぼうこう・直腸機能障害、小腸機能障害、ヒト免疫不全ウイルスによる免疫機能障害の6つの障害の総称）
  - オストメイト- ストーマ- 人工肛門 -人工膀胱
- 知的障害 - 特別支援学級 - 特別支援教育 - 特別支援学校 - 発達検査 - 知能検査 - 療育手帳 - ピープル・ファースト
- 精神障害 - 精神障害者 - 精神科-精神障害者保健福祉手帳
- 難病 - 難病法
- 発達障害
  - 自閉症スペクトラム(ASD)
  - 注意欠陥・多動性障害(ADHD)
  - 学習障害(LD)
  - 情緒障害
- 高次脳機能障害

## 障害者のためのスポーツ
日本の障害者スポーツの包括的団体としては、1965年設立の日本パラスポーツ協会がある。
- 障害者スポーツ
- スペシャルオリンピックス
- パラリンピック
  - 障害者ゴルフ

### 障害者のプロスポーツ
- 障害者プロレス
- ミゼットプロレス

## 障害を扱った作品の一覧
- バリバラ〜障害者情報バラエティー〜